# 藍港互動
藍港互動集團有限公司（英語：Linekong Interactive Group Co., Ltd，港交所：8267），簡稱藍港互動，是一家總部位於北京市朝陽區廣順北大街5號院32號融創動力文化創意產業基地的上市公司，公司業務為電子遊戲和影視作品，過去曾用名藍港互動有限公司。公司成立於2007年，2013年之前是一家專注網頁遊戲開發及營運的遊戲公司，2014年在香港上市，2016年拓展家用主機和影視業務，2022年曾短暫涉及食品業務。

## 歷史

### 遊戲業務
藍港互動的中國遊戲業務由子公司蓝港在线負責營運，2007年蓝港在线開始代理客户端游戏，2010年推出首款自主開發的端遊《西游记》並開始涉及网页游戏業務。2013年前公司收入主要來自PC平台，同年轉型開發手機遊戲後，到2014年上半年手機遊戲營收佔總營收八成，總營收有3.63億人民幣。2014年末藍港互動上市前，蓝港在线開發及營運17款遊戲。上市後，蓝港在线開始進軍韓國和日本遊戲市場，開發遊戲以改編中國大陸知名漫畫和影視作品為主。2016年4月，藍港互動遊戲業務整合為「蓝港游戏」。2018年，陈浩擔任蓝港游戏首席执行官。
2014年中國大陸解除遊戲機禁令，同年6月，王峰和张晓威、张嘉聯合成立斧子科技，籌備開發一款家用遊戲機战斧F1，2016年5月战斧F1發售，同年7月斧子科技更名蓝港科技，成為藍港互動子公司。2018年4月，蓝港科技和百度度秘事业部聯合推出智能音箱「小青」。同年，藍港互動成立区块链游戏事业部，負責開發區塊鏈遊戲。

### 影視業務
2016年4月，藍港互動成立藍港影業發展。藍港影業採用合夥人機制，前YY娱乐總經理任兆年擔任首席执行官、前TVB北京分公司總經理严雨松擔任总裁、藍港互動副總裁齐云霄兼任首席运营官，新部門負責將漫畫和遊戲改編成影視作品。成立一年內，藍港影業推出16部作品。2018年，严雨松升任藍港影業首席执行官。

### 食品業務
2022年第二季度，藍港互動拓展食品業務，開設星满厨科技公司製作預製菜，在抖音等社交媒體上直播帶貨。同年12月9日宣佈放棄食品業務，專注電子遊戲和影視業務。